# تشيفونز (فريق غناء)

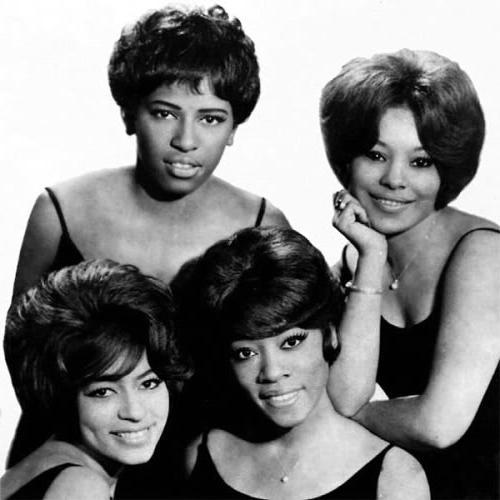
تشيفونز 1966

تشيفونز (بالإنجليزية: The Chiffons) فريق غناء أمريكي من الفتيات نشأ في برونكس، إحدى مقاطعات مدينة نيويورك، في عام 1960.

## نشأة الفريق
كان الفريق في الأصل عبارة عن ثلاثة من زميلات الدراسة: جودي كريج، وباتريشيا بينيت، وباربرا لي؛ في مدرسة جيمس مونرو الثانوية في برونكس عام 1960. بناءً على اقتراح مؤلف الأغاني روني ماك في عام 1962، أضاف الفريق سيلفيا بيترسون، التي غنت مع المغني «جيمي الصغير والتوبس Little Jimmy & the Tops»، عندما كانت في سن الرابعة عشرة.

## نجاح مبكر للفريق
أطلق الفريق على نفسه اسم التشيفونز عند تسجيل وإصدار أول أغنية فردية لهم تحت عنوان «إنه بخير جداً He's So Fine» التي حققت المركز الأول في الولايات المتحدة على قائمة بيلبورد، حيث بيعت أكثر من مليون نسخة، وحصلت على قرص ذهبي (كان رقم المبيعات هذا سيؤهل الأغنية للرقم القياسي للوضع البلاتيني وفقًا لمعايير شهادة جمعية صناعة التسجيلات الأمريكية الحالية).
أصدر الفريق على الفور ألبوم «إنه بخير جداً»، الذي يحمل نفس عنوان أغنيتهم المنفردة الناجحة، وبدأ الفريق جولة حول الولايات المتحدة، وفي غضون بضعة أشهر، أصدر الفريق ألبومهم الثاني «يوم واحد جيد One Fine Day» الذي ظهر على القوائم الأمريكية في المركز 97.
استمر الفريق في إصدارات ناجحة مما سمح للفريق الرباعي بجولة في إنجلترا وألمانيا لأول مرة؛ في أحد مواعيد ناديهم بلندن، كان أعضاء فريق البيتلز وستونز من بين الحضور. تبع ذلك عدة إصدارات طفيفة حتى عام 1968.
بسبب الجولات المستمرة وعدم وجود أغاني جديدة ناجحة، غادرت جودي كريج الفريق قبل عام 1970 وتولت وظيفة بنكية في مانهاتن. واصل الثلاثي المتبقي القيام بالعروض الحية مع «سيلفيا الآن» كمغنية رئيسية دائمة. تولت سيلفيا وبات وباربرا وظائف منتظمة في النهاية، ولكنهم استمروا في تقديم العروض الحية في عطلات نهاية الأسبوع. غادرت سيلفيا في النهاية، وأخذت مكانها بالتناوب مع صديقات الفريق.

## تشيفونزوجورج هاريسون
أصدر جورج هاريسون عضو فريق البيتلز أغنيته المنفردة «الهي الحبيب My sweet Lord» عام 1970، والتي تتشابه موسيقاها مع أغنية التشيفونز «إنه بخير جداً» مما دفع مالك الأغنية إلى رفع دعوى انتهاك حقوق النشر، وسارعت الفتيات أعضاء الفريق للتجمع مرة أخرى وتسجيل أغنية هاريسون «الهي الحبيب» بطريقتهم التي لفتت الانتباه إلى تطابق الأغنيتين، ووجد القاضي لاحقًا أن هاريسون قام عن غير قصد بسرقة الأغنية السابقة. قرر القاضي في عام 1981 ان بث أغنية هاريسون قد حققت قيمة إجمالية تبلغ حوالي 1.6 مليون دولار، وألزم القاضي الفنان هاريسون بدفع مبلغ 587000 دولار مقابل ملكية كاملة لأغنية الشيفونز، بينما طلب المنتج كلاين الذي رفع الدعوى بمبلغ 1.6 مليون دولار.

## وصلات خارجية
https://www.songfacts.com/facts/the-chiffons/hes-so-fine تشيفونز (فريق غناء)
https://about.me/Thechiffons تشيفونز (فريق غناء)
https://www.last.fm/music/The+Chiffons تشيفونز (فريق غناء)
https://www.youtube.com/watch?v=6P5raRfgvcg تشيفونز (فريق غناء)
https://www.youtube.com/watch?v=SP9wms6oEMo تشيفونز (فريق غناء)